# Канделила восак
Канделила восак је врста биљног воска који се добија из врста Euphorbia cerifera и Euphorbia antisyphilitica које расту на северу Мексика и југозападном делу САД, а припадају породици млечика (Euphorbiaceae). 

## Добијање
У наведеним врстама млечика овај восак се налази у малом проценту (2-5%), а добија се тако што се биљка кува у води.

## Својства
Канделила восак је чврста супстанца, отвореномрке боје. На собној температури нема мирис, али загревањем отпушта слаб мирис који подсећа на бензоеву смолу. Тачка топљења му износи од 340 до 349°K, сапонификациони број 54-65, киселински број 12-18, а јодни број 16-21.

## Састав
Састоји се из естра мелисинске киселине, мирицил-алкохола, слободних виших масних киселина, као и супстанци које се не сапонификују (27-65%).

## Значај
Користи се као адитив храни (Е-ознака је E 902), а главна употреба му је као везива у гуми за жвакање. Потом се користи као супституент пчелињем и карнауба воску, али и глазура. Нашао је примену и у козметичкој индустрији.